# Heere Heeresma
Simon Heere Heeresma (Amsterdam, 9 maart 1932 – Laren, 26 juni  2011) was een Nederlandse schrijver en dichter.

## Familie
Zijn vader was de theoloog Heere Heeresma, godsdienstleraar en hoofdredacteur van het maandblad De Flambouw; zijn moeder was Hendrika van der Zwan. Hij had twee jongere broers die eveneens schrijver werden; M.A. (Marcus) Heeresma (1936-1991) en F.J. (Faber) Heeresma (1939-1969). Ook zijn zoon Heere Heeresma jr. is schrijver.

## Loopbaan
Heeresma debuteerde in 1954 met de dichtbundel Kinderkamer, maar maakte furore in de jaren zestig en zeventig binnen de provogeneratie. Vooral zijn Zwaarmoedige verhalen voor bij de centrale verwarming uit 1973 werden goed ontvangen. Hij schreef in realistische huis-, tuin- en keukentaal, zoals Guus Luijters en Mensje van Keulen.
In 1970 gaf Heere Heeresma samen met Peter Andriesse, Hans Plomp en George Kool het Manifest voor de jaren zeventig uit, een aanval op de gevestigde orde van uitgevers en schrijvers. In het manifest pleitten zij voor leesbare teksten.
In 2005 maakte Heeresma een succesvolle comeback met zijn jeugdherinneringen in twee delen, Een jongen uit Plan Zuid '38-'43 en Een jongen uit Plan Zuid '43-'46. In 2006 verscheen de roman Kijk, een drenkeling gaat voorbij, die evenals de jeugdherinneringen goede kritieken kreeg.
Onder het pseudoniem Heeresma Inc. schreef Heeresma met zijn broer Faber de spionageroman Teneinde in Dublin (1969). Dit boek werd onder meer in het Duits en het Fins vertaald. Onder pseudoniemen als Johannes de Back, Rochus Brandera, Ben Bulla en Horst Liederer schreef Heeresma erotisch en pornografisch werk, dat later ook onder eigen naam verscheen. Daarnaast weren de volgende pseudoniemen gebruikt: Ooke Balstra, Prof. Dr. Ing. Mr. Roesinghe.. 
Heere Heeresma overleed in 2011 op 79-jarige leeftijd in het Rosa Spier Huis te Laren, Noord-Holland.

## Boekverfilmingen
Vijf boeken van Heeresma zijn verfilmd:
- Een dagje naar het strand (1962) werd tweemaal verfilmd: in 1969 door Simon Hesera (scenario: Roman Polański) als A Day at the Beach en in 1984 door Theo van Gogh als Een dagje naar het strand.
- De verloedering van de Swieps (1967) werd in 1967 verfilmd door regisseur Erik Terpstra en producent Rob du Mée. Ramses Shaffy speelde de hoofdrol van lifter Manuel.
- Vier van de vijf verhalen in Zwaarmoedige verhalen voor bij de centrale verwarming werden in 1975 als één film uitgebracht, met voor ieder verhaal een aparte regisseur: Bas van de Lecq, Guido Pieters, Ernie Damen en Nouchka van Brakel.
- Geef die mok eens door, Jet! werd door Frans Weisz in 1975 verfilmd als Heb medelij, Jet! (scenario: Dimitri Frenkel Frank en Rob du Mée).
- Han de Wit gaat in ontwikkelingshulp werd in 1990 door Joost Ranzijn verfilmd als Han de Wit.

## Uitgaven
- Deze verzen en gedichten, die poëzie ook (1974)
- Heeresma helemaal (1978)
- Autobiografisch (1983)
- Helemaal Heeresma (1997)
- Bleib gesund! (brieven; 2015)
- Heeresma Houdbaar (bloemlezing; 2024)

## Trivia
Heeresma schreef zijn galante boeken onder verschillende pseudoniemen. Behalve Johannes de Back gebruikte hij namen als Ben Bulla, Rochus Brandera en Horst Liederer.
Onder de naam Johannes de Back verschenen:
- Gelukkige paren, Eerste boek, Tweede boek, Derde boek. R. van Hevel, Antwerpen,1968. In 1982 opnieuw uitgegeven onder de titel	Pornotaria, Peter van der Velden, 1982
- Over de last der lusten, R. van Hevel, Antwerpen, 1968.
- Fijne mensen en hun verborgen wensen!, R. van Hevel, Antwerpen, 1969.
- Sex-annonces, Belevenissen van speelse echtparen, R. van Hevel,Antwerpen, 1969.

Onder de naam Rochus Brandera verscheen:
- Nylon slipjes [gevolgd door] De gulp en de bikini. R.van Hevel, Antwerpen, 1969.

Onder de naam Ben Bulla verscheen:
- Zij die wijd geschapen zijn. R. van Hevel, Antwerpen, 1969.

## Over Heeresma
- Guus Luijters: 'Heere Heeresma (Levensbericht)'. In: Jaarboek van de Maatschappij der Nederlandse Letterkunde te Leiden, 2012-2013, pag. 78-86. (Volledige tekst).
- Henk Reurslag, "De wereld van Heere Heeresma", Uitgeverij de Prom, Baarn 1990.
- Henk Reurslag, "Han de Wit verplettert Frits van Egters", de Prom Bibliofiel, Baarn 1986.
- R.A. Cornets de Groot, "De kunst van het falen", Nijgh & Van Ditmar, Den Haag 1978.